# Vino de Jordania

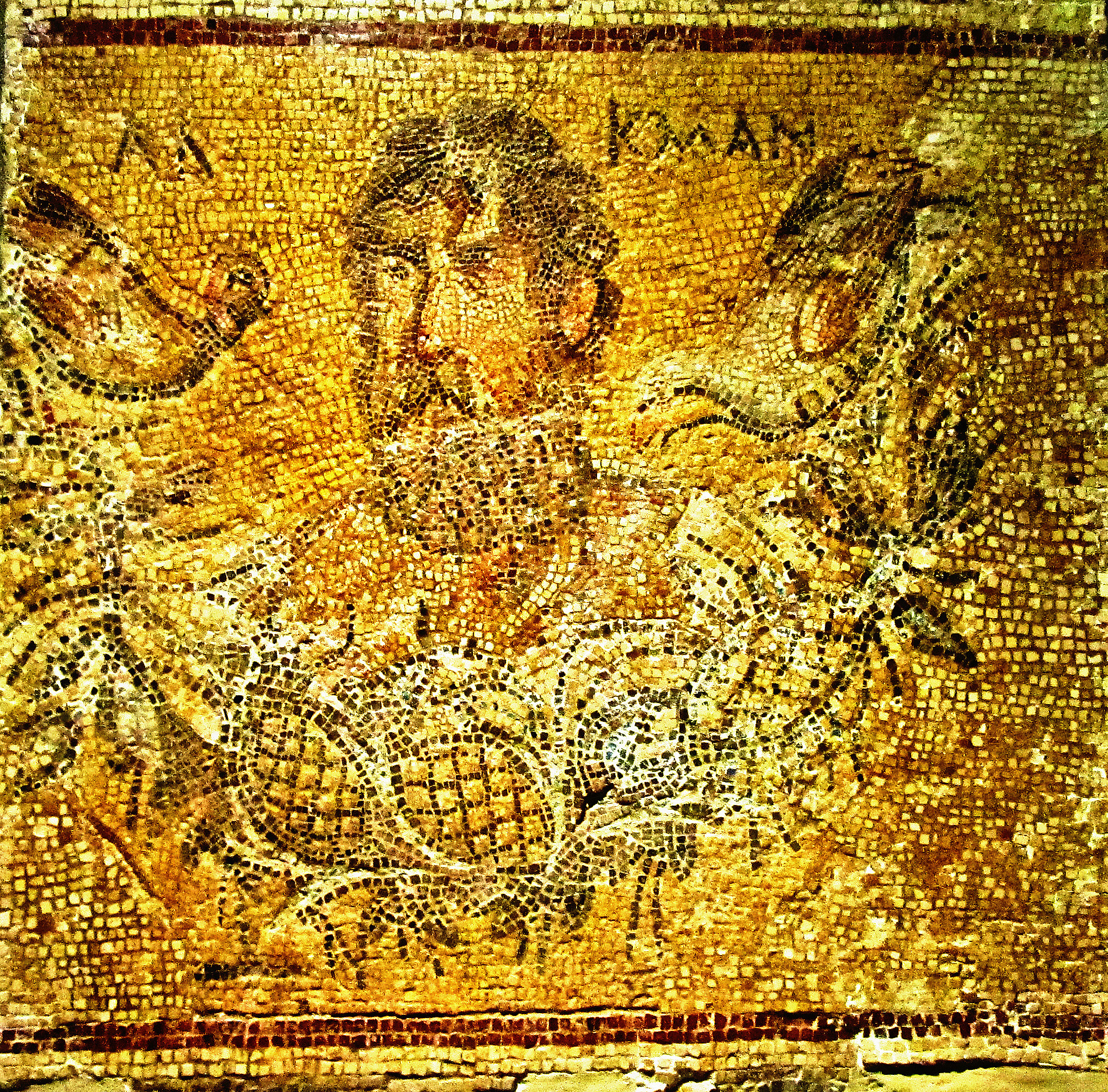
Mosaico romano de entre los siglos II y III en Jerash, Jordania mostrando al poeta griego Alcman bebiendo vino.

El vino jordano es producido por dos vitivinícolas con una producción anual de casi un millón de botellas un año. Jordania tiene una tradición larga de producción que se remonta a la época nabatea.
Excavaciones arqueológicas realizadas cerca de Petra han descubierto al menos 82 prensas de vino de escala industrial que datan del periodo nabateo.
La industria de vino moderna en Jordania fue iniciada en 1975 por la compañía destiladora Haddad. Dos vinícolas existen en Jordania: Zumot y Haddad, las cuales producen los vinos Saint George y Río Jordán, respectivamente. Ambas vinícolas tienen sus viñas en Mafraq, al norte de Jordania, donde la disponibilidad de agua subterránea y la tierra rica en basalto proporcionan condiciones adecuadas. Las dos compañías tienen una producción anual estimada de un millón de litros un año, la mayoría para consumo doméstico. En 2018 el vino Río Jordán había ganado 96 premios, y el Saint George reclamó 23.

## Variedades de uva

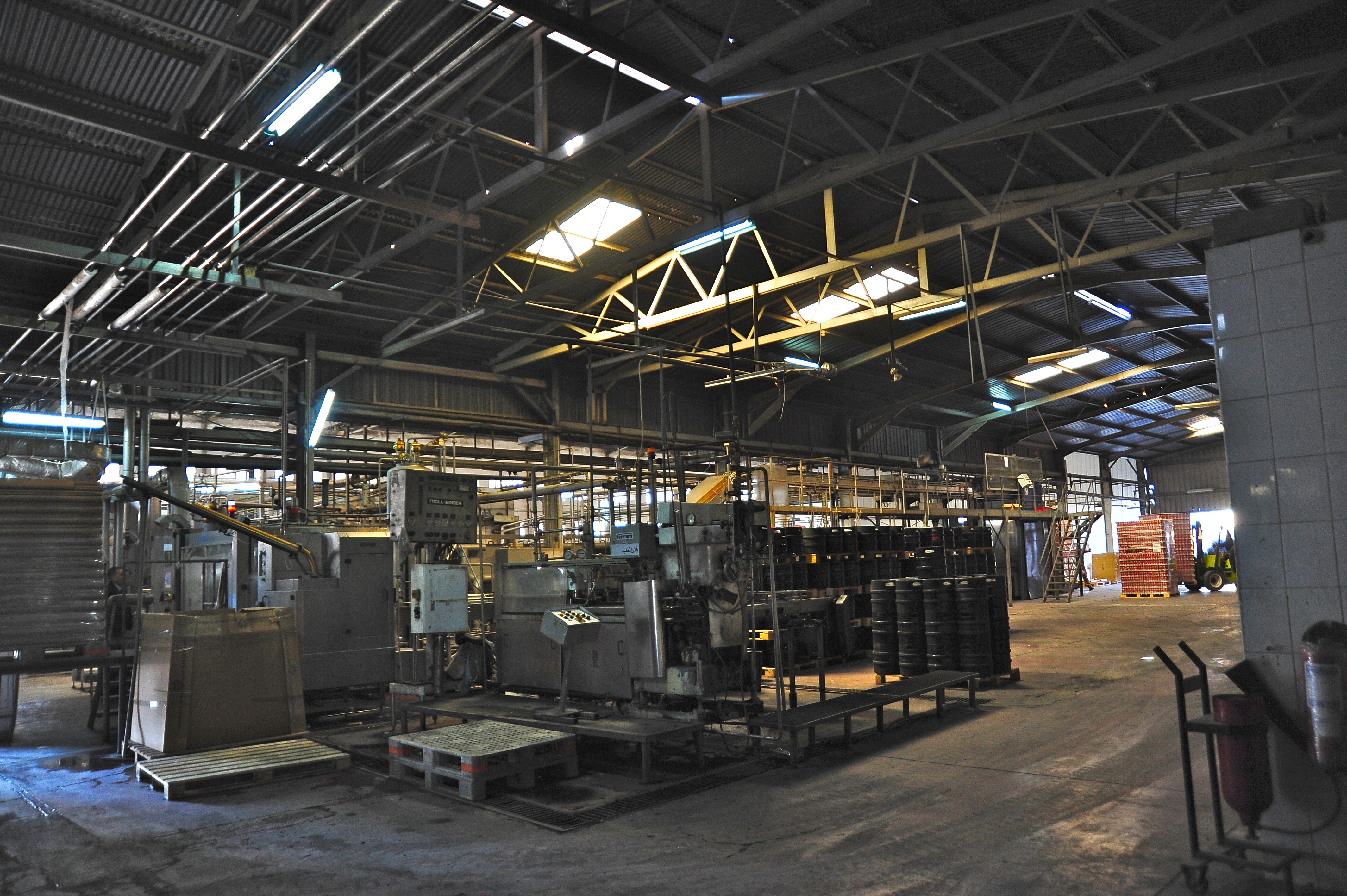
Vinícola localizada en la ciudad de Zarqa.

Las variedades de uva locales tradicionales al parecer desaparecieron, por tanto, los vinos jordanos son actualmente hechos con variedades de Vitis vinifera importadas. Los vinos rojos están hechos utilizando Cabernet Sauvignon, Merlot, Shiraz y Pinot noir. Los vinos blancos están hechos utilizando Chardonnay, Muscat, Pinot gris, Gewürztraminer y Chenin blanc.
En 2013, uvas de origen chileno Carmenère y Tokai italianas fueron cosechadas en la viña de Omar Zumot de Jordania Del norte. Los vinos galardonados de Zumot fueron llamados Saint George y Machaerus.